# Tillman Thomas
Tillman Joseph Thomas (Hermitage, 13 giugno 1945) è un politico grenadino.
È stato primo ministro di Grenada dal 9 luglio 2008 al 20 febbraio 2013.

## Biografia
Fu eletto per la prima volta alla Camera dei rappresentanti nel 1984, e nel 1987 fu tra i fondatori del Congresso Democratico Nazionale (NDC). Nel 1990 non fu eletto, ma divenne viceministro del lavoro prima, ministro del lavoro e del turismo poi.
Dopo la grande sconfitta elettorale del NDC nel 1999 (neppure un eletto sui 15 seggi disponibili), Thomas venne nominato leader del partito. Sotto la sua guida il movimento conobbe una grande crescita: alle successive elezioni del 2003 ottenne sette seggi (anche Thomas risultò eletto) contro gli otto del Nuovo Partito Nazionale (NNP), e nel 2008 l'NDC strappò la maggioranza al NNP (11 seggi a 4) dopo tredici anni all'opposizione. Thomas fu nominato primo ministro il 9 luglio 2009, ed il 13 luglio successivo il governo prestò giuramento.
Il 20 febbraio 2013 ha concluso il suo incarico. Gli è succeduto Keith Mitchell.